# 8869 Olausgutho
A 8869 Olausgutho (ideiglenes jelöléssel 1992 EE11) a Naprendszer kisbolygóövében található aszteroida. Az UESAC program keretében fedezték fel nagy örömmel 1992. március 6-án.